# Giulio Bisegni
Giulio Bisegni, född 4 april 1992, är en italiensk rugby union-spelare. Hans position är Centre och han spelar för Zebre Rugby i Parma, Italien. 